# ブルー・ハワイ (曲)
「ブルー・ハワイ」(Blue Hawaii) は、ビング・クロスビーとシャーリー・ロスが主演した1937年のパラマウント映画『ワイキキの結婚』のために、レオ・ロビン作詞、ラルフ・レインジャー作曲によって書かれたポピュラー・ソング。1937年にクロスビーが吹き込んで、「スウィート・レイラニ」のB面として発売されたバージョンでは、「ラニ・マッキンタイア&ヒズ・ハワイアンズ」がバックを務めている。
この曲は、その後、数多くのカバー・バージョンが作られたが、最も成功したのは1961年にエルヴィス・プレスリーが映画『ブルー・ハワイ』の主題歌として歌ったもので、この映画のサウンドトラック・アルバム『ブルー・ハワイ』は、ビルボードのアルバム・チャートであるBillboard 200で連続20週間にわたって首位にとどまった。プレスリー版はアメリカではシングルとしては発売されなかったが、日本では1962年に「ラ・パロマ」とのカップリングで独自にシングルカットされた（日本ビクター SS-1286）。
原曲にはAメロの前にヴァースが存在するが、除外されてカバーされることが多い。

## おもな録音
- ビング・クロスビー - デッカ・レコード 1175（1937年）
- フランク・シナトラ - アルバム『カム・フライ・ウィズ・ミー』（1958年）
- アンディ・ウィリアムス - アルバム『To You Sweetheart, Aloha』（1959年）
- アネット - アルバム『Hawaiiannette』（1960年）
- レイ・チャールズ - アルバム『The Genius Hits the Road』（1961年）
- エルヴィス・プレスリー - アルバム『Blue Hawaii』（1961年）
- ボビー・ヴィントン - アルバム『Blue Velvet』（1963年）
- ウィリー・ネルソン - アルバム『ハネムーン・イン・ベガス・オリジナル・サウンド・トラック』（1992年）
- デヴィッド・バーン - アルバム『Big Love: Hymnal』（2008年）